# Liste der Naturdenkmale in Wahlheim
Die Liste der Naturdenkmale in Wahlheim nennt die im Gemeindegebiet von Wahlheim ausgewiesenen Naturdenkmale (Stand 29. Februar 2024).

## Ehemalige Naturdenkmale
| Nr. | Bezeichnung       | Lage                                              | Beschreibung | Bild                                    |
| --- | ----------------- | ------------------------------------------------- | --- | --------------------------------------- |
|     | Baumgruppe        | südwestlich des Ortes; Flur An der Sandmühle Lage | Salix sp., mehrere Bäume; Rechtsverordnung aufgehoben                                                                 | Direkt Bild zu diesem Denkmal hochladen |
|     | 20-Röhren-Brunnen | innerorts                                         | auch Blickenbrunnen oder Brückenbrunnen; mit zwei Linden; Rechtsverordnung aufgehoben, Brunnen 1994 wiederhergestellt | Direkt Bild zu diesem Denkmal hochladen |
|     | Linde             | Obergasse, hinter Nr. 39 Lage                     | Tilia sp.; Rechtsverordnung aufgehoben                                                                                | Direkt Bild zu diesem Denkmal hochladen |